# Liste von Fledermausarten in Deutschland
Die Liste von Fledermausarten in Deutschland beinhaltet alle 27 in Deutschland nachgewiesenen Arten der Fledermäuse (Microchiroptera), wovon zwei als Irrgäste gelten und eine ausgestorben ist. In Europa sind 45 Arten beheimatet (Stand 2016), weltweit gibt es über 1000 Fledermausarten.

## Liste
| Deutscher Name                 | Wissenschaftlicher Name   | Anmerkungen | Bild |
| ------------------------------ | ------------------------- | --- | ---- |
| Mopsfledermaus                 | Barbastella barbastellus  | |      |
| Nordfledermaus                 | Eptesicus nilssonii       | |      |
| Breitflügelfledermaus          | Eptesicus serotinus       | |      |
| Alpenfledermaus                | Hypsugo savii             | galt bis 2006 in Deutschland als verschollen                                                                                              |      |
| Langflügelfledermaus           | Miniopterus schreibersii  | wurde zuletzt 1958 in Deutschland nachgewiesen und gilt deshalb als in Deutschland ausgestorben, aber dennoch als heimische Fledermausart |      |
| Nymphenfledermaus              | Myotis alcathoe           | |      |
| Bechsteinfledermaus            | Myotis bechsteinii        | |      |
| Große Bartfledermaus           | Myotis brandtii           | |      |
| Teichfledermaus                | Myotis dasycneme          | |      |
| Wasserfledermaus               | Myotis daubentonii        | |      |
| Wimperfledermaus               | Myotis emarginatus        | |      |
| Großes Mausohr                 | Myotis myotis             | |      |
| Kleine Bartfledermaus          | Myotis mystacinus         | |      |
| Fransenfledermaus              | Myotis nattereri          | |      |
| Riesenabendsegler              | Nyctalus lasiopterus      | Irrgast |      |
| Kleiner Abendsegler            | Nyctalus leisleri         | |      |
| Großer Abendsegler             | Nyctalus noctula          | |      |
| Weißrandfledermaus             | Pipistrellus kuhlii       | |      |
| Braunes Langohr                | Plecotus auritus          | |      |
| Graues Langohr                 | Plecotus austriacus       | |      |
| Große Hufeisennase             | Rhinolophus ferrumequinum | nur eine bekannte Wochenstube in Deutschland                                                                                              |      |
| Kleine Hufeisennase            | Rhinolophus hipposideros  | |      |
| Rauhautfledermaus              | Pipistrellus nathusii     | |      |
| Zwergfledermaus                | Pipistrellus pipistrellus | |      |
| Mückenfledermaus               | Pipistrellus pygmaeus     | |      |
| Europäische Bulldoggfledermaus | Tadarida teniotis         | Irrgast |      |
| Zweifarbfledermaus             | Vespertilio murinus       | |      |